# Histoires de demain
Histoires de demain est le neuvième volume de la première série de La Grande Anthologie de la science-fiction.
Préfacé par Demètre Ioakimidis, il réunit dix-neuf nouvelles et a été publié en 1974.

## Publication
- Demètre Ioakimidis (dir.), Histoires de demain, Le Livre de poche n°3771, 1974 (rééd. 1984 et 1989), 439 p., 11 x 16,5 cm  (ISBN 2-253-00749-8)

## Extrait de la préface
« L’auteur de science-fiction — il ne faut pas l’oublier — n’est pas un futurologue. Il ne dispose ni des moyens ni du temps nécessaires pour accumuler la totalité de la documentation à partir de laquelle il pourrait élaborer une image vraisemblable, cohérente et complète de ce que sera la société dans vingt-cinq ou trente ans. Lorsqu’il écrit une histoire de demain, l’auteur de science-fiction ne prétend pas dépeindre demain tel qu’il sera. Il montre simplement demain tel qu’il pourrait être si tel ou tel des facteurs contemporains évoluaient d’une certaine manière. »
— Extrait de la préface

## Nouvelles

### Le Coût de la vie
- Titre original : Cost of Living
- Nouvelle initialement parue dans Galaxy Science Fiction no 25, décembre 1952
- Auteur : Robert Sheckley
- Résumé : Carrin a tout pour être heureux, avec sa maison remplie de plus de deux cent mille dollars d'équipements de domotique fournis par la compagnie Avignon Electrics. mais il lui manque toujours quelque chose. Aussi signe-t-il à M. Pathis, de l'A.E., un engagement comme quoi son fils, Billy, passera les 30 premières années de sa vie (sur une espérance de vie de 150 ans) à rembourser quelques autres achats. Billy ne pourra pas devenir astronaute, mais ce n'est pas grave, il sera heureux quand même. Comme ce pauvre M. Miller, qui s'est pourtant suicidé la semaine passée.

### Auditions forcées à perpétuité
- Titre original : Captive Audience
- Nouvelle initialement parue dans The Magazine of Fantasy & Science Fiction no 27, août 1953
- Auteur : Ann Warren Griffith
- Résumé : Fred et Mavis Bascom sont heureux. Fred est cadre supérieur à la VU, la compagnie de Ventriloquie Universelle, grâce à laquelle chaque Américain reçoit de la publicité ciblée à travers chaque paquet ou objet de sa maison. Le seul ennui dans cette vie pleine de belles réclames, c'est la mère de Mavis, qui s'est mise hors-la-loi en achetant des bouchons d'oreille (Fred a gagné son procès déclarant illégal tout moyen de bloquer les publicités). Heureusement, elle ne reste pas : elle dit préférer retourner en prison, où elle n'a pas à subir de matraquage publicitaire. Cette formalité accomplie, Fred a soudain une illumination : pourquoi les détenus n'auraient-ils pas, eux aussi, droit à ses merveilleuses publicités, douze heures sur vingt-quatre? Mavis convient que cela les aiderait à se réintégrer, et félicite son mari.

### Début de carrière
- Titre original : New Hire
- Nouvelle traduite par Denise Hersant, initialement parue dans Galaxy Science Fiction no 34, septembre 1953
- Auteur : Dave Dryfoos
- Résumé : les superseniors étant de plus en plus nombreux à travailler, on a décidé que les jeunes toucheraient des pensions à leur place. Boswell W. "Bozzy" Budge va avoir quarante ans, aussi doit-il s'arracher à sa famille et aller prendre la place de M. Kojac, soixante-quinze ans, qu'il admire comme un père. Faire sortir M. Kojac du marché de l'emploi lui est chose pénible, mais heureusement, leur fabrique de meubles possède une excellente chambre à gaz cérémonielle.

### Les Pieds et les Roues
- Titre original : X Marks the Pedwalk
- Nouvelle traduite par Christine Renard, initialement parue dans Worlds of Tomorrow no 1, avril 1963
- Auteur : Fritz Leiber
- Résumé : la ville est en guerre larvée entre les Pieds (les pauvres piétons) et les Roues (les riches automobilistes). Une vieille dame a l'impudence de traverser la chaussée, elle y laisse la vie mais parvient à abattre deux des passagers de la voiture ; en représailles, le chauffeur fauche une jeune paralytique. Les deux camps s'échauffent et se réarment. Lors d'une entrevue de la dernière chance, les chefs des deux factions conviennent que leurs partisans sont bel et bien fous, il faut donc les satisfaire. Un nouvel accord de partage des rues et de limitation des armements est conclu, qui durera jusqu'au prochain accrochage.
- Article connexe : Au sujet de la lutte sociale entre ceux qui se déplacent en voiture et ceux qui marchent : Une journée en banlieue, nouvelle d'Evelyn E. Smith.

### Huit milliards d’hommes à Manhattan
- Titre original : The Eight Billion
- Nouvelle traduite par  Paul Alpérine, initialement parue dans The Magazine of Fantasy & Science Fiction no 170, juillet 1965
- Auteur : Richard Wilson
- Résumé : À la suite d'une campagne publicitaire d'un journal, Manhattan a un roi, qui a supplanté le maire et fondé une dynastie ; de même pour le Roi du Bronx, la Reine du Queens, et le prince de Brooklyn. Cela plaît au peuple, mais ne résout pas les soucis de surpopulation depuis que l'immortalité a été découverte – on se marche dessus dans la salle du trône. Aussi le Roi, la Reine, et leur vizir, cherchent-ils à forer un nouvel espace de vie sous la terre pour leurs huit milliards de sujets. Le secret est bien gardé pour éviter les déceptions, mais lors d'un bain de foule, quelqu'un qui en a eu vent, accuse les autorités de vouloir s'accaparer cet espace. Le Roi et la Reine, répliquant qu'ils ne cachent rien, mènent la foule enthousiaste au chantier. Le Roi donne l'ultime coup de pioche ; joie, les cavités espérées sont là ! Mais l'euphorie est de courte durée, car aussitôt en sort un flot d'humanoïdes troglodytes qui remercient le Roi de leur avoir ouvert le chemin du retour à la surface. Après tout, ils ne sont que huit milliards là-dessous.

### À la queue
- Titre original : On the Way to Her Sister
- Nouvelle traduite par Roger Durand, initialement parue dans The Magazine of Fantasy & Science Fiction no 47, avril 1955
- Auteur : J. B. Morton
- Résumé : des campagnes promouvant l'obéissance civique ont fait que les gens ont désormais tendance à faire la queue par réflexe. Pour s'amuser, Clive Merivale crée une queue derrière lui, la mène jusqu'à son bureau, puis feint de découvrir que finalement, ils ont fait la queue pour rien ; il se prétend aussi furieux qu'eux, mais il ne leur reste plus qu'à la refaire en sens inverse. Ses concitoyens vexés mais disciplinés s'exécutent, tandis que Merivale s'éclipse hilare.

### Pauvre Surhomme
- Titre original : Harrison Bergeron
- Nouvelle traduite par Christine Renard, initialement parue dans The Magazine of Fantasy & Science Fiction no 125, octobre 1961
- Auteur : Kurt Vonnegut, Jr
- Résumé :

### Le Phagomane
- Titre original : The Foodlegger
- Nouvelle traduite par Alain Dorémieux, initialement parue dans Thrilling Wonder Stories, avril 1952
- Auteur : Richard Matheson
- Résumé : le professeur Wade, venu de l'année 1954, croit à une mauvaise blague quand la police l'arrête pour détention de nourriture. De fait, le pauvre casse-croûte de Wade est une provocation aux yeux des gens du futur, qui n'absorbent plus que des concentrés nutritifs depuis qu'une guerre a ravagé les récoltes. Cependant, le commissaire Castlemould a le fantasme caché de manger. Il libère Wade et l'emmène chez lui, où il lui offre un "repas" bourré d'euphorisants, tandis que lui engloutit ses provisions à s'en rendre malade. Furieux de s'être fait berner, Wade le force à le ramener à sa machine, mais Castlemould récupère son arme et ordonne à Wade de l'emmener à son époque merveilleuse, pleine de bons repas. Wade parvient à le repousser et lui jette une barre de chocolat pour le mettre dans l’embarras devant ses agents. Enfin revenu chez lui, Wade se voit proposer un banquet pour célébrer son voyage, mais il réalise qu'il n'a plus trop envie de nourriture solide.

### Tu ne tueras point
- Titre original : The Country of the Kind
- Nouvelle traduite par Régine Vivier, initialement parue dans The Magazine of Fantasy & Science Fiction no 57, février 1956
- Auteur : Damon Knight
- Résumé : Le narrateur vit dans une utopie où lui seul semble avoir le droit et le désir de détruire des choses. Il explique page après page qu'il est le dernier vestige atavique de la violence passée ; à la suite d'un meurtre, les autorités l'ont condamné à l'ostracisme, assorti d'un blocage mental (il ne peut tuer) et deux marques d'infamie : la laideur et une odeur atroce. De fait, les gens l'ignorent ou le fuient à vue. Il se dit fier d'être "le Roi du monde" parmi tous les "Stupides" ; mais il sème aussi des messages, cachés dans des statuettes, pour enfin trouver quelqu'un qui le comprenne. Mais personne ne se joint à lui, et il erre, tragiquement seul.

### Voir l’homme invisible
- Titre original : To See Invisible Man
- Nouvelle traduite par Michel Demuth, initialement parue dans Worlds of Tomorrow no 1, avril 1963
- Auteur : Robert Silverberg
- Résumé :

### Le Repos du chasseur
- Titre original : Home is the Hunter
- Nouvelle traduite par Paul Hébert, initialement parue dans Galaxy Science Fiction no 32, juillet 1953
- Auteur : Catherine Lucille Moore et Henry Kuttner
- Résumé : dans un monde devenu utopique, la dernière poche de violence, de frisson et d'aristocratie est Central Park, vaste arène où les Chasseurs s'affrontent à mort durant la nuit. Les meilleurs ont des collections de plusieurs centaines de têtes ; chacun a droit à son palais et son harem, et s'il meurt invaincu, on le statufie en public tandis que son meilleur héritier reprend le combat. Roger Bellamy se rappelle comment il a appris que son concurrent direct, Ben Griswold, avait tué Jonathan Hull, gagnant ses collections et prenant ainsi – littéralement – la tête du classement. Bellamy furieux feignit alors de se blesser, ce qui poussa Griswold à le défier aussitôt pour son malheur (il n'avait pas encore récupéré de son combat avec Hull). Bellamy triomphe donc, il attend ses pairs en son palais, au milieu de sa collection record. Lorsqu'ils arrivent, il reçoit leurs félicitations puis se suicide… ultime triomphe du Chasseur sur ses pairs ainsi frustrés de leur revanche.

### Sam Hall
- Titre original : Sam Hall
- Nouvelle traduite par Denise Hersant, initialement parue dans Astounding Science Fiction no 273, août 1953
- Auteur : Poul Anderson
- Résumé : Dans une Amérique devenue totalitaire après la Troisième Guerre Mondiale, Thornberg est le chef du service qui entretient Matilda, la base de données (le mot n'est pas utilisé) qui fiche les moindres gestes des citoyens. Thorberg est censé être absolument loyal au régime, mais l'ennui et la frustration le poussent un jour à sauver un pauvre diable en créant la fiche d'un coupable idéal, "Sam Hall", pour égarer la police. Ce petit jeu devient de plus en plus sérieux, Sam Hall servant de paravent aux opposants, puis aux rebelles, et enfin d'étendard à une armée de libération. Thornberg ne peut plus faire marche arrière, d'autant que son propre fils, officier, risque sa vie. Il falsifie alors les fiches pour déclencher une terrible paranoïa au sein du gouvernement. Les arrestations se multiplient, des unités militaires se mutinent pour protéger leurs chefs injustement accusés. Thornberg, lui-même inquiété, est sauvé in extremis par un agent infiltré. Le régime s'écroule, et Thornberg reste en poste pour superviser la traque de ses anciens maîtres avant le démantèlement de Matilda.
- Commentaire : Sam Hall est à l'origine une chanson traditionnelle anglaise concernant un célèbre voleur et criminel anglais, pendu à Londres en 1707. Matilda est une machine à l'ancienne, fonctionnant par tubes, rubans et bobines.
- Lien externe : Fiche sur iSFdb

### Droit électoral
- Titre original : Franchise
- Nouvelle traduite par Denise Hersant, initialement parue dans If no 29, août 1955
- Auteur : Isaac Asimov
- Résumé :

### Le Bûcher
- Titre original : The Burning
- Nouvelle traduite par Arlette Rosenblum, initialement parue dans The Magazine of Fantasy & Science Fiction no 110, juillet 1960
- Auteur : Theodore R. Cogswell
- Résumé : dans un New York dévasté, cauchemardesque, les enfants redoutent la Fête des mères autant que la Patrouille qui les traque. La narratrice et son frère Hank espèrent ne pas être choisis lorsque leur abominable mère prendra le "moins aimant" de ses enfants pour le bûcher rituel. Manque de bol, leur frère Otto meurt d'une crise cardiaque avant l'heure. La narratrice dénonce Hank en disant qu'il a contesté le droit de leur maman à sacrifier un de ses enfants. Hank fuit, mais la Patrouille le rattrape et le rosse avant de le ramener. L'ogresse félicite la narratrice pour sa loyauté.

### Les Fauteurs de paix
- Titre original : The Peacemongers
- Nouvelle traduite par Roger Durand, initialement parue dans The Magazine of Fantasy & Science Fiction no 79, décembre 1957
- Auteur : Poul Anderson
- Résumé : dans un monde où l'économie dépend de la guerre, tout le monde s'applique à combattre sans cesse et sans gagner. La reddition est une infamie, l'armistice une trahison, la paix synonyme de misère. Les maîtres actuels de la planète, réunis à Chicago, conviennent qu'ils vont bientôt perdre le pouvoir face à des oppositions qui promettent une "vraie guerre" au peuple. Sam Royce et ses alliés conservateurs américains proposent une diversion : l'astronome Wald va faire croire au monde que le Soleil risque de bientôt dévaster la Terre. Cela laissera dix ans aux gouvernements pour lancer un programme spatial d'urgence et ainsi rester en place. Ce sera la plus longue paix jamais infligée à l'humanité.

### Les Joies de la télévision
- Titre original : Dead-Eye Daniel
- Nouvelle initialement parue dans The Magazine of Fantasy & Science Fiction no 42, novembre 1954
- Auteur : Larry Siegel
- Résumé : Quarante ans après, le narrateur raconte comment Mike Munro et lui ont découvert en 1958 Larry "Œil de chouette" (Dead-Eye Larry), le plus grand téléspectateur de l'époque, capable de fixer l'écran sans ciller pendant huit heures. Larry devient une star des compétitions de visionnage, parvenant même, in extremis, à vaincre Nicolas Kopkov, le champion soviétique (Mike parvient à le distraire avec un slogan politique, Kopkov répond par habitude et se disqualifie donc). Le narrateur conclut que cette "époque héroïque" est bien passée, car les Terriens et les colons de Mars ont fait mieux depuis. Qui sait, de nouveaux concours auront peut-être bientôt lieu.

### Le Prix du danger
- Titre original : The Prize of Peril
- Nouvelle traduite par Arlette Rosenblum, initialement parue dans The Magazine of Fantasy & Science Fiction no 84, mai 1958
- Auteur : Robert Sheckley
- Résumé :

### Le Rebelle
- Titre original : Rebel
- Nouvelle traduite par Arlette Rosenblum, initialement parue dans The Magazine of Fantasy & Science Fiction no 129, février 1962
- Auteur : Ward Moore
- Résumé : la nouvelle prend le contrepied des dialogues habituels entre un jeune "artiste" et ses parents désireux de lui trouver "un vrai métier". Ici, le jeune Caludo Smith voudrait devenir homme d'affaires, mais ses parents le forcent à d'abord apprendre les arts.

### Cycle fermé
- Titre original : Full Cycle
- Nouvelle traduite par Michel Deutsch, initialement parue dans Science Fiction Stories, novembre 1955
- Auteur : Clifford D. Simak
- Résumé : dans cette longue nouvelle, l'historien Amby Wilson doit quitter son université moribonde et découvre des États-Unis transformés. À la suite d'une directive gouvernementale d'évacuation des villes menacées par la guerre atomique, la nation est devenue nomade, une myriade de tribus assumant les tâches par rotations - une saison à l'usine, la suivante aux champs, etc. Wilson convient de l'efficacité militaire du système (une nation de citoyens-soldats polyvalents, sans chefs ni cibles de valeur), mais échoue à comprendre ses fondations réelles, jusqu'au jour où il découvre que ce qu'il prenait pour des superstitions est réel : certaines personnes ont développé des pouvoirs psi, grâce auxquels ils s'affranchissent partiellement de l'industrie. Ce qu'il prenait pour une décadence est donc un aboutissement, l'Homme "fermant le cycle" de la civilisation.